# Frederik Boye

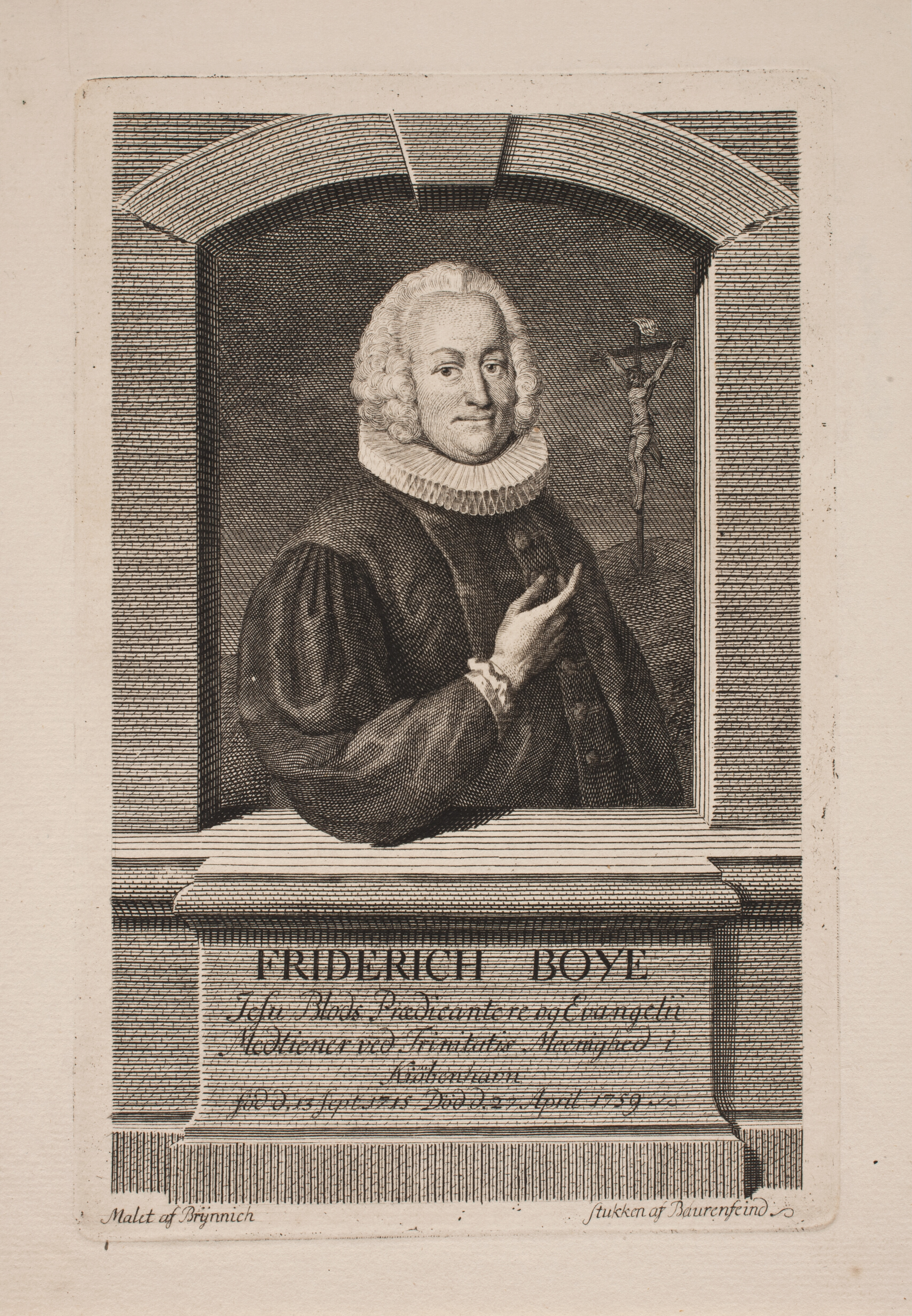

Frederik Boye, född 13 december 1715 i Köpenhamn, död 27 april 1759, var präst och kaplan i Trinitatis Kirke i Köpenhamn samt psalmförfattare. Han är representerad i danska Psalmebog for Kirke og Hjem.

## Psalmer
- Brødre og søstre! Vi skilles nu ad nr 668 i Psalmebog for Kirke og Hjem. (Verserna 3-4 av Boye 1750. Verserna 1-2 tilldiktade av Peder Sörensen 1852)